# Альпиев, Рымбек Нигметович
Рымбек Нигметович Альпиев (25 августа 1953; Фрунзе, Киргизская ССР, СССР) — казахстанский кинорежиссёр
. Заслуженный деятель Казахстана (2007).

## Биография
Рымбек Нигметович Альпеиев родился 25 августа 1953 года во Фрунзе (ныне Бишкеке).
Отец - Альпиев Ныгмет (1898-1961), преподаватель Киргизского государственного университета рабочих дней.
Мать - Роза Альпиева, пенсионер, работал в социальной сфере.
В 1981 году Окончил режиссёрский факультет Ленинградский государственный институт театра, музыки и кинематографии (ЛГИТМиК).
С 1980 года кинорежиссёр
 киностудии «Казахфильм»
С 1984 года член Союза кинематографистов СССР.
Снял свыше 50 документальных и ряд художественных фильмов. Фильмы Альпиева - Лауреаты и призеры многих региональных, всесоюзных и международных кино и телефестивалей.

## Фильмография

### Режиссёр
1. 1982 — Цветы (к/м, Киргизия)
2. 1987 — Праздник в каждом доме (Киргизия)
3. 1988 — Дархан | Поезда проходят мимо (Киргизия)
4. 2008 — Час волка (Казахстан)
5. 2008 — Ангелочек (сериал, Казахстан)
6. 2009 — «Биржан Сал» совместно с Досхан Жолжаксынов

## Награды и звания
- Лауреат Всесоюзного конкурса в кино (1983, 1991), обладатель гран-при X Международного телефорума (г. Москва, 2008).
- Медаль «10 лет независимости Республики Казахстан» (2001)
- Заслуженный деятель Казахстана (7 декабря 2007)[1]